# دانشگاه پلی‌تکنیک ساحل شرقی
دانشگاه پلی تکنیک ساحل شرقی (ECPI)، یک مؤسسه آموزشی خصوصی و انتفاعی است که در ویرجینیا بیچ، ویرجینیا واقع شده‌است. این دانشگاه در سطح لیسانس و فوق لیسانس آموزش می‌دهد. دانشگاه ECPI دارای شش کالج با پردیس در ویرجینیا، کارولینای شمالی، کارولینای جنوبی و فلوریدا است و دوره‌های آموزشی را به صورت آنلاین ارائه می‌کند. این دانشگاه توسط انجمن جنوبی کالج‌ها و کمیسیون مدارس در کالج‌ها معتبر است.